# Fontana Fraterna
La Fontana Fraterna (o Fontana della Fraterna, Fontana della Concezione, Fontana delle Sette Cannelle o semplicemente Fraterna) è una fonte pubblica della città di Isernia, di cui è considerata simbolo.
La fonte, con sei getti d'acqua, dalla inusuale forma di loggiato, realizzata con blocchi di pietra calcarea compatta di varie epoche, è una delle opere più significative e più importanti del comune pentro.
Anticamente sorgeva in piazza Fraterna, di fronte alla chiesa della Concezione, in quella che poi diventa piazza Celestino V (ex largo Concezione), per poi essere spostata su corso Marcelli, ma dopo il bombardamento alleato del 1943 fu riportata nel luogo originario.

## Descrizione

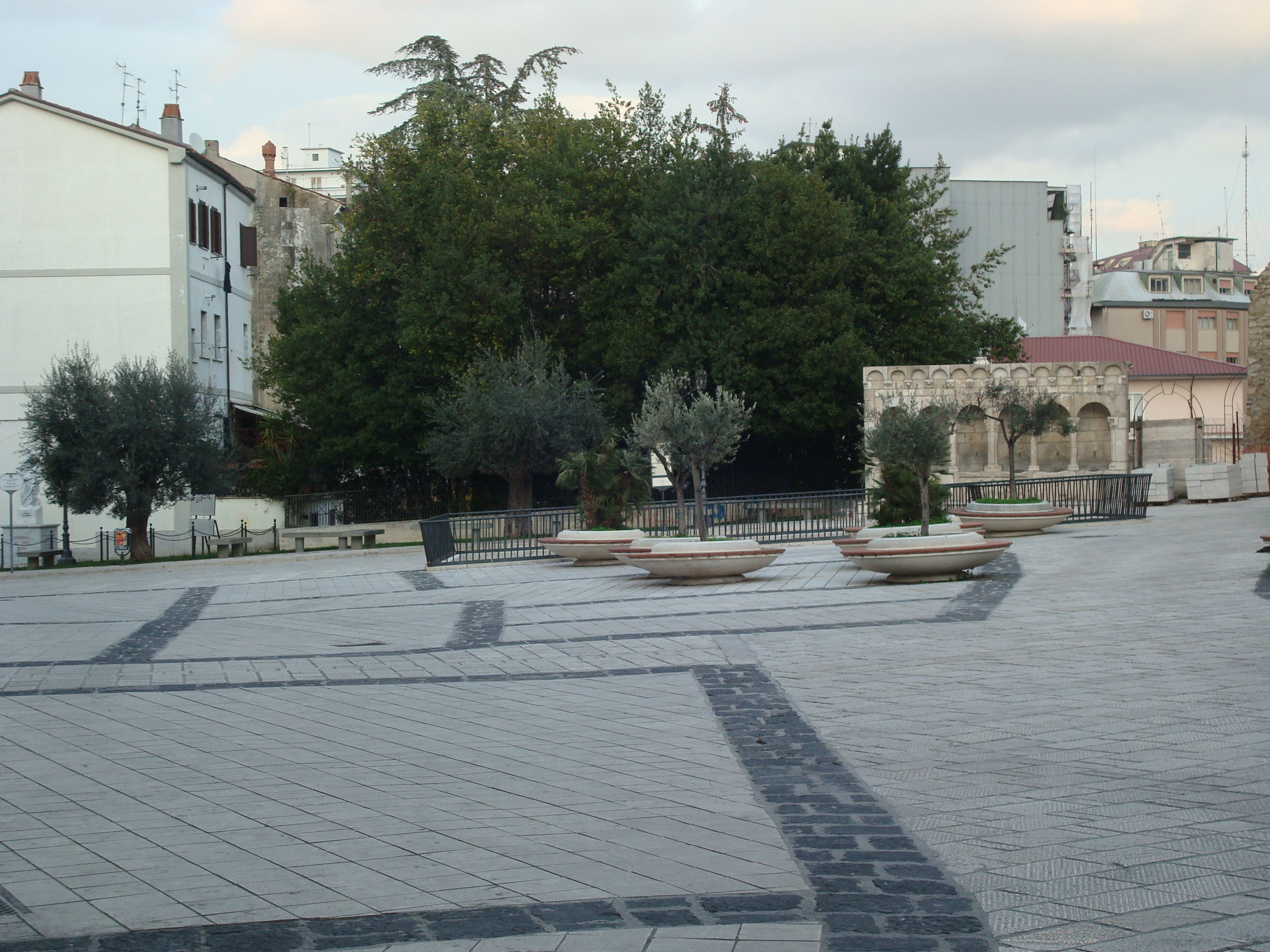
Piazza Celestino V

La fontana, composta da blocchi di pietra locale provenienti da un numero imprecisato di edifici nella città di vari periodi, è formata principalmente da una serie di archi a tutto sesto. I primi tre sono sorretti da colonne circolari (quelli a sinistra) mentre dall'altro lato le colonne sono di forma ottagonale.

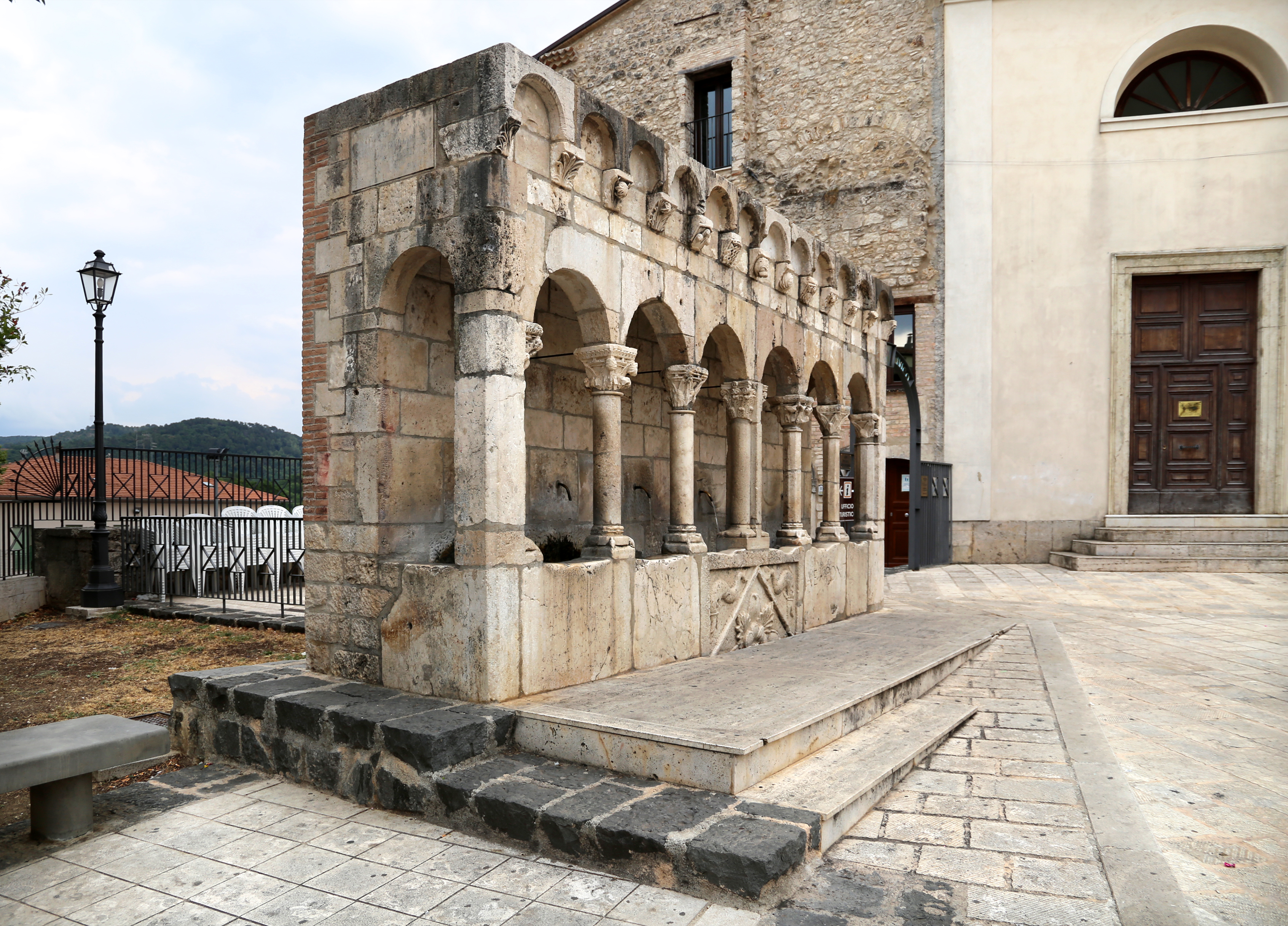
La fontana

Alla base di queste colonne sono presenti dei lastroni di pietra di incerta provenienza. Alcune di esse fanno dedurre che provengano da costruzioni di epoca romana di cui era ricca la città di Isernia, come la lastra in cui sono incise le lettere AE PONT. Al centro della fontana c'è una lastra di marmo più grande delle altre ed è decorata con due delfini e un fiore; anche questa lastra è di origine romana e forse proveniente da un edificio sepolcrale.
A sostegno delle colonne ci sono dei capitelli di forme diverse.
Infine, sulla parte superiore della fontana, sono presenti dodici archetti pensili sorretti da piccole mensole ognuna con un disegno diverso dall'altra.
Oltre all'epigrafe prima descritta (AE PONT), ce ne sono delle altre. Una dedicata agli Dei Mani sul fondo della fontana, un'altra sul lato destro che ci indica la costruzione di una fontana (di origine medioevale).
È presente un'altra iscrizione incastonata nel lato destro con un'epigrafe che recita FONS ISTE/CUIUS POSIT/RAMPINIANI/ME PARABIS, e uno stemma formato da uno scudo in rilievo con una croce uncinata, il quale si presume appartenesse alla famiglia Rampino.
Si può affermare quindi che la fontana non risale ad un periodo storico preciso ma che, attraverso le varie provenienze degli elementi che la compongono, è testimone dei numerosi periodi storici che ha attraversato la città.

### Il monumento sepolcrale di Ponzio Pilato
Secondo una credenza locale, la lastra con l'epigrafe AE PONT sarebbe appartenuta al monumento sepolcrale di Ponzio Pilato. Questa credenza non è dimostrabile, ma sembra che Ponzio Pilato (visto il nome) fosse comunque di origine osco-sannita.

## Storia

Fontana Fraterna in una foto d'epoca

Il suo nome deriva dal fatto che sorge nello stesso rione in cui aveva sede la Confraternita istituita nel 1289 da Pietro Angelerio, il futuro papa Celestino V.
La fontana fu edificata nel 1835 dalla nobile famiglia isernina Rampini e fu posta in Largo Concezione (l'attuale piazza Celestino V). Essa è la fusione di due fontane precedentemente esistenti, una situata vicino all'atrio della cattedrale di Isernia e l'altra già esistente in Largo Concezione.
Non è nota su quale delle due fontane era presente l'iscrizione dei Rampiniani.
Per quanto riguarda le altre due iscrizioni, AE PONT “si vede nella fontana del mercato” mentre D.M.S. FUNDANIAE SECURAE PESCENNIUS SECURUS NEC IMMERITO “esiste nella fontana della Concezione.
Theodor Mommsen nel 1844 descrisse la fontana intera e osservò che la scritta AE PONT proveniva dalla fontana del mercato.
Oltre all'unione delle due fontane su descritte, sono stati aggiunti alla fontana pezzi di un'altra antica fonte sita sotto l'arco di San Pietro allungandola e alzandola di qualche palmo.
Nel 1889, come riporta il fascicolo dell'archivio storico comunale, la fontana fu spostata dalla piazzetta davanti alla chiesa della Concezione su via Marcelli (poco più giù).
La fontana rimase nella nuova collocazione fino al 10 settembre del 1943 quando, durante il bombardamento alleato sulla città di Isernia, fu gravemente danneggiata; venne ricostruita fedelmente negli anni successivi usando le parti recuperate e riportata nel luogo originario, ora noto come Piazza Celestino V.

## Omaggi

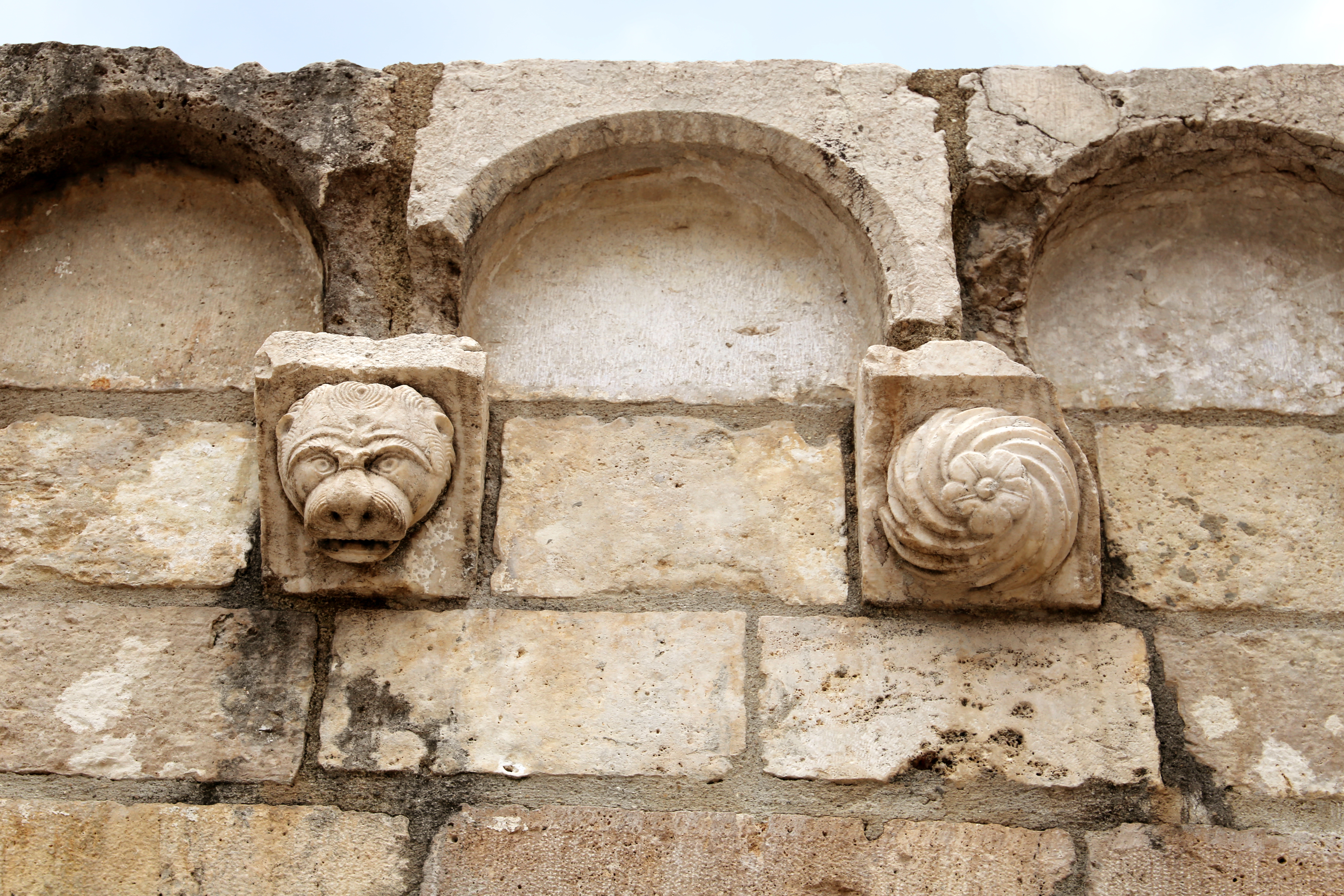
Mensole decorate

Nel 1977 le Poste italiane hanno dedicato alla fontana Fraterna un francobollo da Lire 120.